# Alen Pamić
Alen Pamić, né le 15 octobre 1989 à Žminj et mort le 21 juin 2013, est un footballeur croate. Il est le fils de Igor Pamić, international croate, et le frère du footballeur Zvonko Pamić (en).

## Carrière
Sa carrière professionnelle commence en 2007, lorsqu'il rejoint le NK Karlovac (en). Il est transféré en 2008 au NK Rijeka où il évolue deux saisons, terminant notamment troisième du championnat 2008-2009.
Alen Pamić part ensuite en Belgique où il s'engage avec le Standard de Liège. En novembre 2010, il est victime d'un arrêt cardiaque et son contrat est rompu peu après. Il rentre alors en Croatie et joue pour le NK Istra 1961. Malgré deux autres problèmes cardiaques sur un terrain de football, il refuse de mettre un terme à sa carrière.
Il décède d'un nouveau problème cardiaque le 21 juin 2013 en jouant au football,.